# Wilhelm Busch (Politiker, 1892)

Wilhelm Busch

Wilhelm Busch (* 13. Oktober 1892 in Herleshausen; † 30. Januar 1968 in Coburg) war ein deutscher Politiker (NSDAP).

## Leben und Wirken
Nach dem Besuch der Volksschule erlernte Wilhelm Busch das Schlosserhandwerk, das er anschließend im In- und Ausland ausübte. Von 1912 bis 1914 gehörte er dem 2. Garde-Feldartillerie-Regiment in Potsdam an. Von 1914 bis 1918 nahm Busch am Ersten Weltkrieg teil, in dem er verwundet und mit dem Eisernen Kreuz II. Klasse sowie dem Verwundetenabzeichen ausgezeichnet wurde. Nach Kriegsende arbeitete Busch ab Dezember 1918 erneut als Schlosser, später als Vorschlosser und Vorschweißer, ab dem 1. Januar 1935 schließlich als technischer Reichsbahninspektor beim Reichsbahnausbesserungswerk in Gotha.
Von 1924 bis 1926 war Busch Mitglied des Stadtrates von Gotha. Anschließend wurde er Leiter der Ortsgruppe Gotha der NSDAP, der er zum 1. Oktober 1926 beigetreten war (Mitgliedsnummer 44.797), und die er bis 1927 führte. Es folgte von 1928 bis 1932 die Leitung der Ortsgruppe Seebergen, dann von 1932 bis Anfang 1933 Ortsgruppenleiter der Stadt Gotha und Seebergen. Im September 1932 übernahm Busch das Amt des Kreisleiters in Gotha.
Im August 1932 wurde Busch Abgeordneter des Thüringischen Landtags, dem er bis zu seiner Auflösung im Herbst 1933 angehörte. Von November 1933 bis zum Ende der NS-Herrschaft im Frühjahr 1945 saß Busch schließlich als Abgeordneter für den Wahlkreis 12 (Thüringen) im nationalsozialistischen Reichstag. Seit dem 22. Oktober 1933 war Busch außerdem Mitglied des Staatsrates der Thüringischen Regierung. In der SS erreichte er 1938 den Rang eines SS-Sturmbannführers (Mitgliedsnummer 21.040).
Am 22. April 1945 wurde Busch von amerikanischen Soldaten in Seebergen verhaftet und in verschiedenen Lagern interniert. Am 24. August 1948 wurde er vom Spruchgericht Benefeld-Bomlitz unter Anrechnung der Internierungshaft zu drei Jahren und vier Monaten Gefängnis verurteilt und noch im selben Monat entlassen. Danach war er zunächst in Hartenholm wohnhaft, bis er über Kattendorf nach Coburg kam. Er strengte einen Revisionsantrag gegen sein Spruchgerichtsurteil an, welches am 2. März 1949 durch den Obersten Spruchgerichtshof in Hamm abgelehnt wurde. Er war bis zu seinem Tod in Coburg wohnhaft.